# Supercorridor
Supercorridor est le nom en américain proposé pour une nouvelle infrastructure de transport particulièrement aux États-Unis.
Un supercorridor est d'une largeur atteignant les 365 mètres afin de comporter différentes autoroutes, ligne de trains, et des espaces d'utilité publique (ligne à haute tension, oléoduc, gazoduc, aqueduc, fibre optique) parallèlement. Les autoroutes étant divisées en deux portions : une pour les camions, l'autre pour les voitures. De la même manière, les lignes de trains sont partagées entre lignes de fret, régionales et à haute vitesse.
Les supercoridors s'affranchissent des frontières nationales traditionnelles en présentant des « ports » à l'intérieur des terres où seront effectuées les formalités douanières.
Le supercorridor américain en projet devrait relier Mexico à Winnipeg en passant notamment par le Mexique, le Texas, l'Oklahoma, l'Illinois et le Canada.

## Critiques
Certains critiques soulignent qu'il serait aussi bénéfique d'investir dans des projets plus modestes et en effectuant un meilleur entretien sur les routes déjà existantes.
L'effet sur l'environnement et l'étendue des terres vierges ainsi goudronnées est aussi à prendre en compte ainsi que l'effet indirect sur l'emploi des conducteurs de camions américains et mexicains.

## Référence
- Craig Howie US divided by superhighway plan The Scotsman 16 juin 2006